# コベントリー装甲車
コベントリー装甲車は、イギリス陸軍の四輪駆動式の装甲戦闘車両である。より軽量なハンバー軽偵察車、ダイムラー偵察車を代替する能力を持つものとして第二次世界大戦末期に開発された。
コベントリー装甲車はより進化したデザインと、より小型のダイムラー装甲車と同様のレイアウトを持っていた。しかし、サスペンションとエンジンは従来通りのものが使われた。本車には操縦装置が運転席の他にも1つ用意されており、戦闘から速やかに撤収できた。二種類の量産型があった。マーク1は3人乗りの砲塔を搭載し、2ポンド砲および同軸にベサ機関銃を装備した。マーク2では75mm砲を備え、砲塔乗員が2名に減らされた。
コベントリー マーク1の生産はハンバー装甲車の組立てラインで行われ、1944年6月から開始された。年末までに63輌が生産された。出荷は1945年にさらに220輌を生産して終結した。コベントリー装甲車はイギリス陸軍に装備されたが、戦闘に投入されるには配備が遅すぎた。少数の車輛はフランスに売却され、後にフランス領インドシナで、ベトナムの独立運動組織であるベトミンに対して投入された。

## 登場作品
『R.U.S.E.』
イギリスの装甲偵察ユニットとして登場。